# イメレチンスキー・クロルト駅
イメレチンスキー・クロルト駅（イメレチンスキー・クロルトえき、ロシア語：Имеретинский Курорт）は、ロシアクラスノダール地方ソチにあるロシア鉄道北カフカース鉄道支社の駅で、副駅名はオリンピック・パークである。

## 歴史
2014年開催のソチオリンピックに向けて、ソチ・オリンピック・パークの拠点駅として建設された。
クラースナヤ・ポリャーナ（山岳部のスキー競技会場）やソチの中心街とを結ぶ鉄道新線が建設され、1月24日から五輪期間用ダイヤでの運行が始まった。オリンピックパーク駅からソチの中心街・ソチ駅まで約45分で結ぶ路線は、1時間あたり5本で運行されていた。
ソチ・オリンピック・パークの中にあるソチ・オリンピックスタジアムは、2018 FIFAワールドカップでも会場の一つとして使用された。
2016年3月15日までオリンピック・パーク駅であったが、3月16日に現在のイメレチンスキー・クロルト駅に改称された。しかし、副駅名としては残っている。

## 隣の駅
ロシア鉄道北コーカサス鉄道支社
トゥアプセ - ヴェショロエ線
オリンピスカヤ・ジレーヴニャ駅 - イメレチンスキー・クロルト駅 - ヴェショロエ駅

## ギャラリー

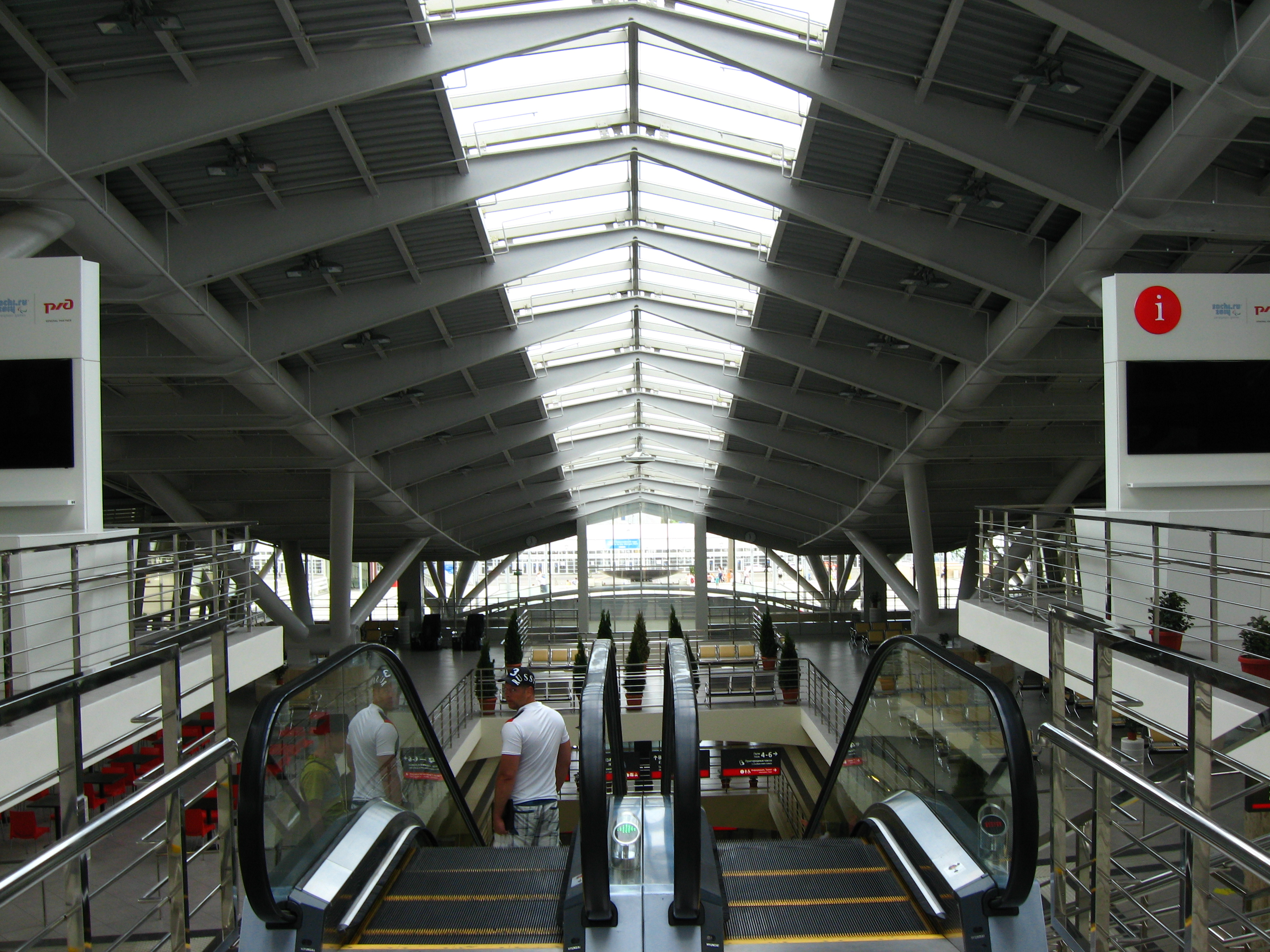
駅の構内
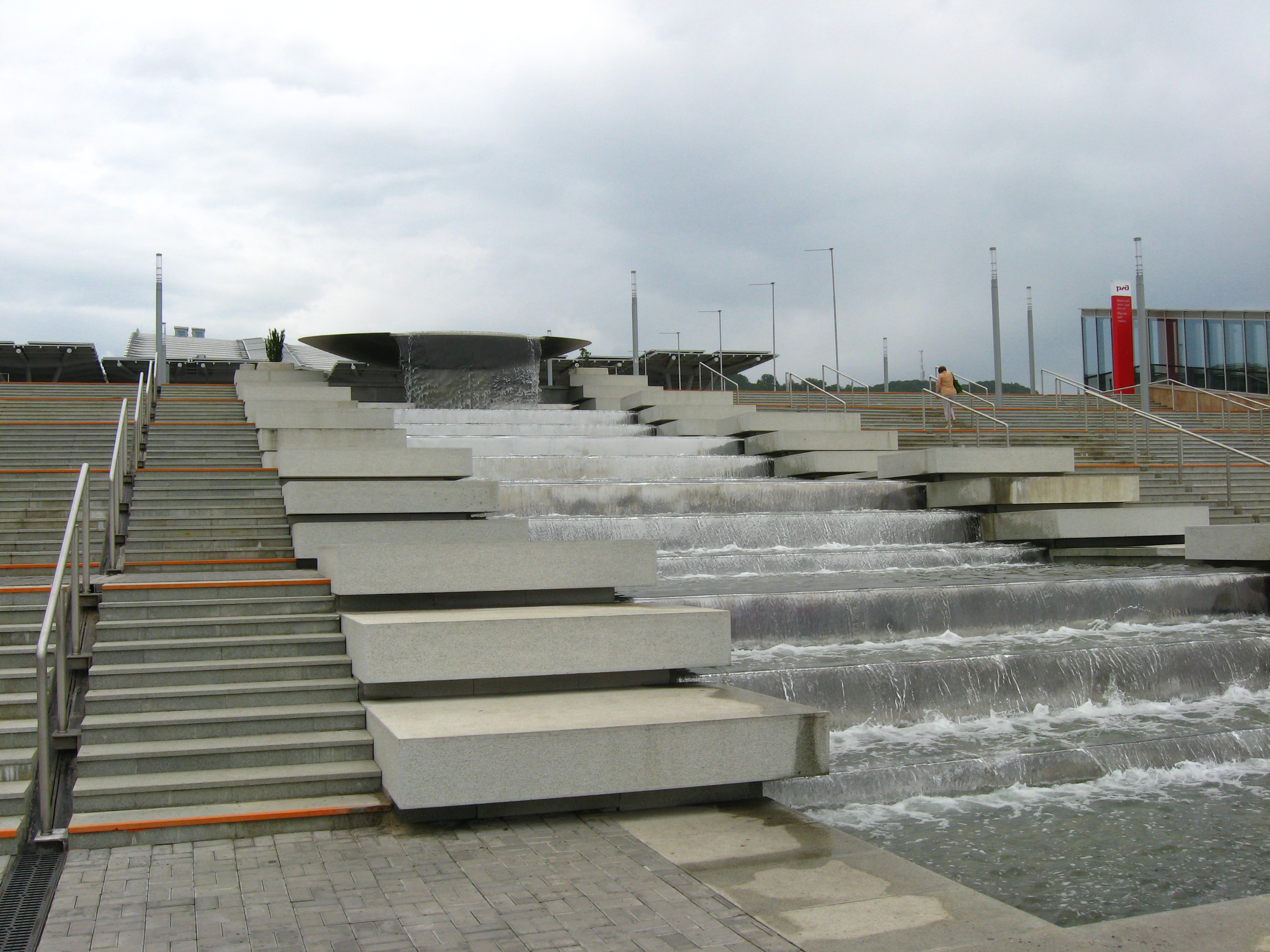
駅前の泉
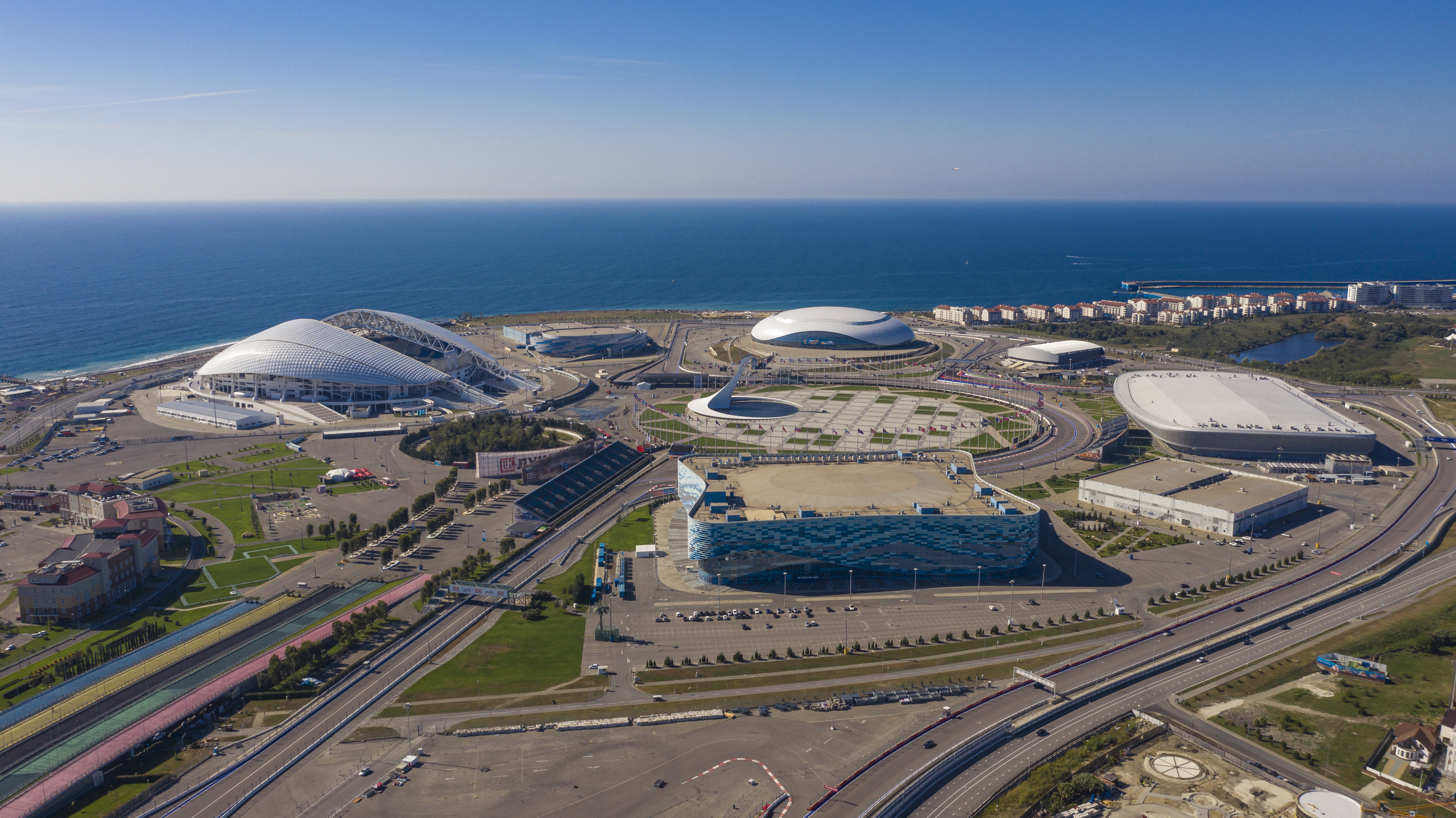
オリンピックパーク